# Прапор Шосткинського району
Пра́пор Шосткинського району — офіційний символ Шосткинського району Сумської області. Затвердженний в січні 2022 року сесією районної ради. Автор герба - Володимир Єфремов.

## Опис
Прапор Шосткинського району являє собою прямокутне срібне полотнище зі співвідношенням ширини до довжини 2:3, у центрі якого зображений герб району.
Срібний колір – це колір стабільності, твердої як скеля; реалізм та респектабельність. Це улюблений колір натур розсудливих, які довго думають перед тим, як ухвалити рішення. Це колір бізнесу в сучасному світі.

## Прапор до укрупнення районів

Прапор Шосткинського району до 2022 року

Був затверджений 30 січня 2004 р. року сесією районної ради.

### Опис
Являє собою зелене полотнище зі співвідношенням сторін 2:3, у центрі якого розміщено жовтий колосок із сімнадцятьма жовтими зірками навколо нього.
Колосок символізує сільське господарство району. 17 зірок символізують 1 селищну раду та 16 сільських рад.